# Хохлатка коническикорневая
Хохлатка коническикорневая (лат. Corydalis conorhiza) — многолетнее травянистое растение, вид рода Хохлатка (Corydalis) подсемейства Дымянковые (Fumarioideae) семейства Маковые (Papaveraceae).

## Ботанические описание
Многолетнее травянистое растение.
Клубень тёмно-коричневый, неглубоко погруженный, небольшой, конический, внизу (часто неясно) разделенный на 2–5 коротких долей.
Стебель высотой 5–10 см, с одним чешуевидным листом в нижней части, простой, прямостоячий.
Листья. Стеблевых листьев чаще всего три, из них средний — наиболее крупный, верхний — сидячий уменьшенный; иногда его нет. Черешки двух нижних листьев довольно длинные, при основании несколько влагалищно расширенные. Пластинки нижних листьев в очертании яйцевидные или округлые, перисто-рассечённые, боковых сегментов чаше 2 пары, нижняя сильно отодвинутая; очень редко сегментов 3 пары или 1, в последнем случае лист тройчатый. Сегменты их на недлинных черешках или почти сидячие, пальчато-рассечённые почти до основания на три доли, которые в свою очередь надрезаны на 2–3 дольки или цельные; дольки продолговатые или линейно-продолговатые, редко тупые, чаще островатые.

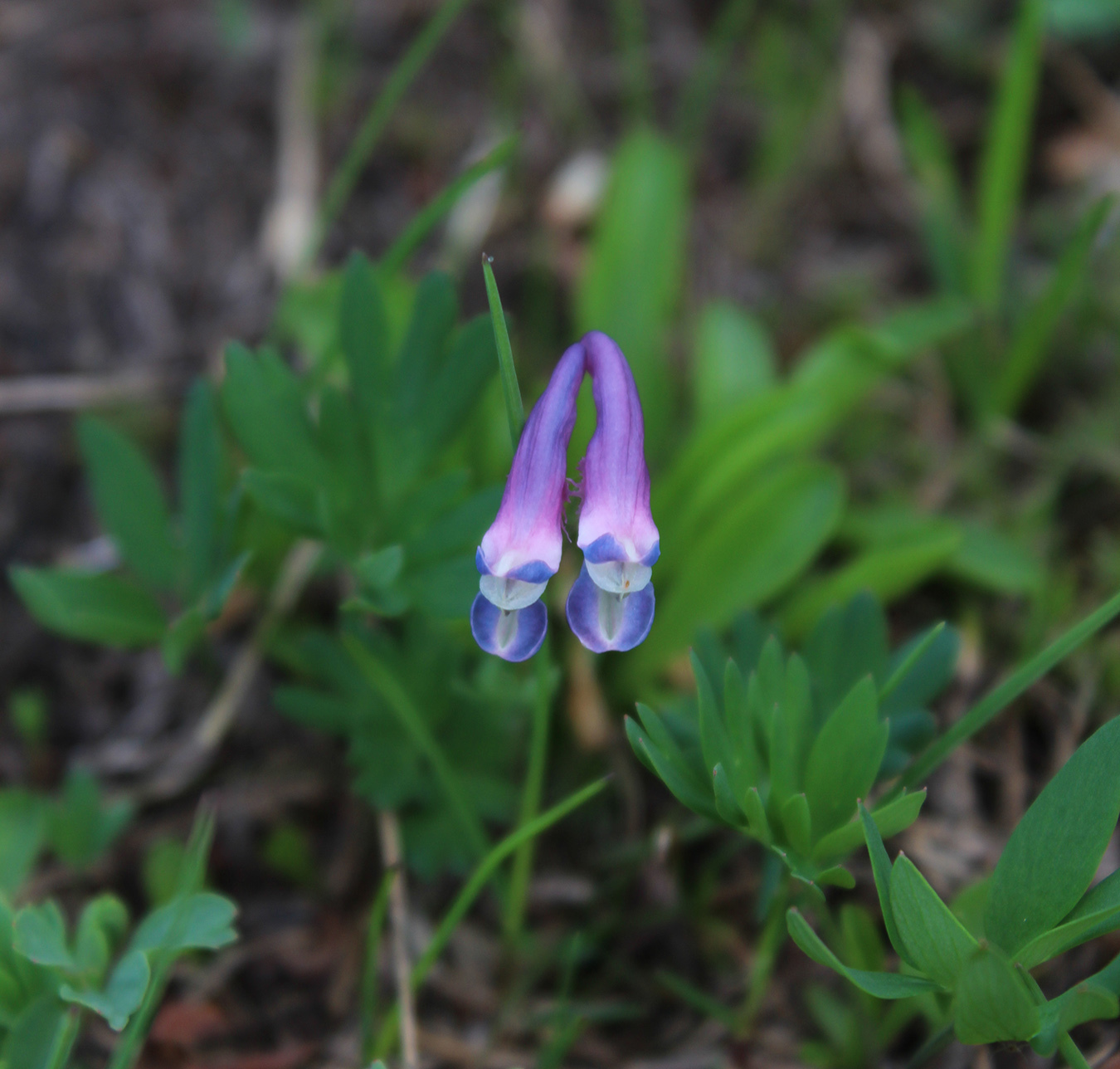
Кисть из двух цветков

Цветки собраны в кисть, которая мало возвышается над листьями, плотная, узкая, короткая, головчатая, с 3–8 цветками. Прицветники цельнокрайние, редко нижний 3-раздельный, продолговатые, длиннее цвн., которые имеют всего несколько мм в длину; чашечка 2–3 мм длиной, яйцевидные, пленчатые, по краю глубоко бахромчатые. Венчик длиной 15–20 мм, фиолетово-розовый или розовый, редко желтоватый ( var. ochroleuca (Rupr.) Boiss.), довольно толстый, почти прямой. Отгиб наружных лп. узкий, короткий, тёмный, тупой; нижний лп. при самом основании с большим мешковидным бугром; шпора толстоватая, прямая или на конце слегка вниз согнутая, в 1½ раза длиннее лп..
Плод — эллиптическая коробочка, длиной 7–15 мм и 4–6 мм шириной.
Цветение в июнь-июль.

## Экология
Согласно гипотезе, Corydalis conorhiza имеет специализированную систему корней, «снежные корни», которые способны получать питательный элемент азота из снега. В высокогорье, где обитает C. conorhiza, некоторые питательные элементы, такие как азот и фосфор, находятся в остром дефиците. Ранее ученым было известно, что на обычных (подземных) корнях хохлатки обитают бактерии, которые помогают получать растению из почвы фосфор, поэтому ученые предположили, что корни, которые растут вверх и вылезают из почвы, используются для добычи другого недостающего элемента — азота.

## Ареал и места обитания
Альпийские луга, лужайки, около пятен снега, 2100—3150 м.
Кавказский эндемик, распространённый в высокогорьях Большого и Малого Кавказа. Общ. распр.: Балк.-Малоаз.

## Охранный статус
Вид внесен в Красную книгу Республики Ингушетия.
Произрастает в ООПТ:
- Кабардино-Балкарский высокогорный заповедник
- Кавказский заповедник имени Х.Г. Шапошникова
- Северо-Осетинский заповедник
- Национальный парк «Тебердинский»

## Таксономия

### Номенклатурная цитата
C. conorhiza Ldb. Fl. Ross. I (1842) 99; Boiss. Fl. Or. 1, 131; Suppl. 26; Busch in Fl. cauc. crit. III, 4, 53. —Capnites macrosepala Rupr. Fl. Cauc. (1869) 61. — C. ochroleuca Rupr. I. c. (1869). — Corydalis conorhiza var. macrosepala et ochroleuca Boiss. Fl. Or. Suppl. (1888) 26. — C. conorhiza var. Ruprechtii N. Busch, l. c. (1913). Exs.: HFR n° 802. — Х. коническикорневая.

### Синонимы
Согласно базе данных GBIF в синонимику вида входят следующие названия:
- ≡ Capnites conorhizus (Ledeb.) Ledeb.
- ≡ Capnites conorhizus (Ledeb.) Ledeb. ex Rupr.
- = Capnites macrosepalus Rupr.
- = Capnites ochroleuca Rupr.
- ≡ Capnoides conorhiza (Ledeb.) Kuntze
- = Corydalis araratica (Rupr.) Lipsky
- = Corydalis conorhiza var. araratica (Rupr.) Boiss.
- = Corydalis conorhiza var. brotherusiorum Fedde
- = Corydalis conorhiza var. ochroleuca (Rupr.) Boiss.
- = Corydalis conorhiza var. ruprechtii N.Busch
- = Corydalis conorhiza var. sommieri Fedde
- ≡ Corydalis macrosepala Sred.
- = Corydalis macrosepala Sred. ex Trautv.
- = Corydalis macrosepala var. araratica Rupr.
- = Corydalis ochroleuca (Rupr.) Radde
- ≡ Pistolochia conorhiza (Ledeb.) Soják

### Комментарий
1. ↑  Встречается также написание через дефис, Хохлатка конически-корневая